# Thagria bilata
Thagria bilata är en insektsart som beskrevs av Nielson 1977. Thagria bilata ingår i släktet Thagria och familjen dvärgstritar. Inga underarter finns listade i Catalogue of Life.